# Saly Mayer
Saly Mayer, auch Sally Mayer (* 3. Juni 1882 in Basel; † 30. Juli 1950 in St. Moritz, heimatberechtigt in Stein und ab 1930 in St. Gallen), war ein Schweizer Textilunternehmer und Politiker (FDP).

## Leben
Die Eltern von Saly Mayer wanderten aus Süddeutschland nach Basel ein und zogen einige Jahre später nach St. Gallen. Zusammen mit seinem Bruder Max gründete Saly Mayer im Jahr 1907 in England eine Textil-Exportfirma. Nachdem Max 1911 verunglückt war, ging Saly Mayer nach St. Gallen zurück und baute sein Unternehmen aus. Im Jahr 1930 erwarb er das Bürgerrecht von St. Gallen. 1933 wurde er Mitglied der in der Freisinnig-Demokratischen Partei (FDP), für die er zum Mitglied des Stadtparlamentes gewählt wurde. Ab 1929 hatte er auf ehrenamtlicher Basis das Sekretariat des Schweizerischen Israelitischen Gemeindebundes (SIG) geführt, von 1936 bis 1943 war er dessen Vorsitzender. Aus seiner privaten wirtschaftlichen Situation als ein erfolgreicher, international tätiger Fabrikant und loyaler Staatsbürger, versuchte er, die staatliche Flüchtlingspolitik zu unterlaufen, ohne diese öffentlich zu kritisieren. Die neutrale Schweiz wurde anfangs ein Zufluchtsort für Naziverfolgte. Für die Unterhaltskosten jüdischer Flüchtlinge musste aber die kleine und finanzschwache SIG aufkommen. Hauptsitz von Mayers Firmen war St. Gallen. Durch die Aktivitäten seiner Firmen im internationalen Textilhandel bestanden vielfältige Möglichkeiten auch für finanzielle Transaktionen der SIG. St. Gallen wurde dadurch die Drehscheibe für die Verteilung der Gelder von Hilfsorganisationen wie dem American Jewish Joint Distribution Committee (JDC) an Juden und jüdische Organisationen in den von Nazi-Deutschland besetzten Gebieten.
Saly Mayer half persönlich dem St. Galler Polizeikommandanten Paul Grüninger nach dessen Entlassung wegen der Hilfe für illegale Flüchtlinge. Eine sehr ambivalente Beziehung hatte er zu dem Leiter der eidgenössischen Fremdenpolizei Heinrich Rothmund. Im August 1938 sperrte die Schweiz die Grenzen und wies tausende Flüchtlinge zurück. Auf Initiative von Chaim Weizmann organisierte Mayer gemeinsam mit Nathan Schwalb, der im August 1939 zum Leiter des Weltbüros des Hechaluz gewählt worden war, ein zionistisches Rettungskomitee in der Schweiz. Über Schwalb erhielt Mayer auch Kontakt zu dem Widerstandskreis um Hans Oprecht und Hans Hausamann, der im September 1940 zusammen mit dem späteren UNO-Flüchtlingskommissar August R. Lindt die Aktion Nationaler Widerstand und im Januar 1941 die Eidgenössische Gemeinschaft initiierte.
Zu den besonderen Problemen, mit denen sich Saly Mayer für die Finanzierung der Rettungsaktionen auseinandersetzen musste, gehörte auch das Feilschen um die Freigabe von Devisen durch die Alliierten. Für das zionistische Rettungskomitee war lange Zeit Gisi Fleischmann in der Slowakei eine wichtige Verbindungsstelle. Sie versuchte, die Deportation der slowakischen Juden nach Polen zu stoppen und deren Transfer ins neutrale Ausland zu erreichen. Dazu gab es Verhandlungen mit Dieter Wisliceny, dem Statthalter Adolf Eichmanns in Bratislava. 1943 wurde versucht, den Rest der jüdischen Bevölkerung in Nazi-Europa außerhalb des Reichs und Polens freizukaufen. Doch das Vorhaben scheiterte, obwohl zwischen dem Rettungskomitee und Wisliceny ein genauer Ablaufplan entwickelt worden war, da die Alliierten ihre Devisenblockade auch für diesen Rettungszweck nicht aufgehoben haben. Im August und September 1944 gab es mehrere Treffen von Saly Mayer mit Kurt Becher und Rudolf Kasztner auf der Grenz-Brücke bei St. Margrethen.
Saly Mayers Tätigkeit war gegen Ende des Krieges nur noch mit verdeckten Methoden möglich. Indem er die schweizerischen und amerikanischen Behörden umging und täuschte, wurde er zu einem „Makler“ bei der „illegalen“ Einwanderung europäischer Juden ins britische Mandatsgebiet Palästina.

## Sonstiges
Die Saly-Mayer-Memorial-Stiftung fördert und unterstützt vor allem jüdische soziale und kulturelle Aufgaben im In- und Ausland.
Das Saly-Mayer-Archiv verwaltet den Nachlass Saly Mayers.